# Coupe Davis 2006
Pour un article plus général, voir Coupe Davis.
Navigation
Édition précédente Édition suivante
La Coupe Davis 2006 est la 95e édition de ce tournoi de tennis professionnel masculin par nations. Les rencontres se déroulent du 10 février au 3 décembre dans différents lieux.
La Russie remporte son 2e saladier d'argent grâce à sa victoire en finale face à l'Argentine par trois victoires à deux.

## Contexte
Le "Groupe Mondial" de l'édition 2006 de la Coupe Davis met aux prises 16 équipes sélectionnées en fonction de leurs résultats durant l'édition précédente :
- les nations ayant atteint les quarts de finale (1re ligne),
- les nations ayant remporté leur match de barrage (2e ligne).

| Groupe Mondial |                  |                |                  |               |                |             |                 |
| Croatie (V)    | Slovaquie (F)    | Argentine (DF) | Russie (DF)      | Pays-Bas (QF) | Australie (QF) | France (QF) | Roumanie (QF)   |
| Autriche (HF)  | Biélorussie (HF) | Chili (HF)     | Allemagne (Gr I) | Espagne (HF)  | Suisse (HF)    | Suède (HF)  | États-Unis (HF) |

Le tournoi se déroule en parallèle dans les groupes inférieurs des zones continentales, avec pour enjeu d'accéder au groupe supérieur. Un total de 125 nations participent à la compétition :
- 16 dans le "Groupe Mondial",
- 27 dans la "Zone Amérique",
- 33 dans la "Zone Asie/Océanie",
- 49 dans la "Zone Afrique/Europe".

## Déroulement du tournoi
Pour atteindre la finale, les Russes avaient signé deux belles performances en quart et en demi-finale. À Pau, ils avaient battu la France 4 à 1, Safin prenant d'entrée le meilleur sur l'espoir Richard Gasquet. À Moscou sur terre battue, ils avaient lutté durement pour se défaire des États-Unis 3-2 avec un match intense le dimanche entre Dmitri Toursounov et l'ex-numéro 1 mondial Andy Roddick gagné par le Russe en cinq manches (17-15 pour finir).
Ce match opposant la Russie à l'Argentine est surtout basé sur le duel des deux leaders Marat Safin et David Nalbandian. Safin fut l'artisan de la victoire. Mais Davydenko rattrapa la défaite initiale de son leader en battant Juan Ignacio Chela. Lors du double, Safin fut aussi à la peine mais fut parfaitement épaulé par un excellent Dmitri Toursounov, la paire Nalbandian-Calleri s'inclinant en trois sets. Nalbandian égalisa à deux partout en battant Davydenko le dimanche. Les Russes ne s'imposent qu'au cinquième match grâce à la victoire de Marat Safin sur José Acasuso en quatre manches. C'était la première fois que les Russes gagnaient le trophée à domicile après deux échecs en 1994 et 1995 et une victoire à Paris en 2002.
Dans cette campagne, la Russie a utilisé cinq joueurs : Marat Safin, Nikolay Davydenko, Dmitri Toursounov, Mikhail Youzhny, Igor Andreev dirigés par Shamil Tarpischev.

## Résultats

### Groupe mondial
Les nations vaincues au 1er tour jouent leur maintien pour le groupe mondial lors du tour de barrage. Les autres sont directement qualifiées pour le groupe mondial 2007.

#### Tableau
Les nations numérotées sont les têtes de série, selon le classement de la fédération internationale de tennis au 26 septembre 2005.
|  | Huitièmes de finale 10 - 12 février         | Huitièmes de finale 10 - 12 février        |                |   | Quarts de finale 7 - 9 avril    | Quarts de finale 7 - 9 avril    |  |  | Demi-finales 22 - 24 septembre              | Demi-finales 22 - 24 septembre              |  |  | Finale 1 - 3 décembre          | Finale 1 - 3 décembre          |
|  | Huitièmes de finale 10 - 12 février         | Huitièmes de finale 10 - 12 février        |                |   | Quarts de finale 7 - 9 avril    | Quarts de finale 7 - 9 avril    |  |  | Demi-finales 22 - 24 septembre              | Demi-finales 22 - 24 septembre              |  |  | Finale 1 - 3 décembre          | Finale 1 - 3 décembre          |
|  |                                             |                                            |                |   |                                 |                                 |  |  |                                             |                                             |  |  |                                |                                |
|  | Graz, Autriche (terre battue int.)          | Graz, Autriche (terre battue int.)         |                |   | Zagreb, Croatie (moquette int.) | Zagreb, Croatie (moquette int.) |  |  | Buenos Aires, Argentine (terre battue ext.) | Buenos Aires, Argentine (terre battue ext.) |  |  | Moscou, Russie (moquette int.) | Moscou, Russie (moquette int.) |
|  | Graz, Autriche (terre battue int.)          | Graz, Autriche (terre battue int.)         |                |   | Zagreb, Croatie (moquette int.) | Zagreb, Croatie (moquette int.) |  |  | Buenos Aires, Argentine (terre battue ext.) | Buenos Aires, Argentine (terre battue ext.) |  |  | Moscou, Russie (moquette int.) | Moscou, Russie (moquette int.) |
|  | Croatie (1)                                 | 3                                          |                |   | Zagreb, Croatie (moquette int.) | Zagreb, Croatie (moquette int.) |  |  | Buenos Aires, Argentine (terre battue ext.) | Buenos Aires, Argentine (terre battue ext.) |  |  | Moscou, Russie (moquette int.) | Moscou, Russie (moquette int.) |
|  | Croatie (1)                                 | 3                                          |                |   | Zagreb, Croatie (moquette int.) | Zagreb, Croatie (moquette int.) |  |  | Buenos Aires, Argentine (terre battue ext.) | Buenos Aires, Argentine (terre battue ext.) |  |  | Moscou, Russie (moquette int.) | Moscou, Russie (moquette int.) |
|  | Autriche                                    | 2                                          |                |   | Zagreb, Croatie (moquette int.) | Zagreb, Croatie (moquette int.) |  |  | Buenos Aires, Argentine (terre battue ext.) | Buenos Aires, Argentine (terre battue ext.) |  |  | Moscou, Russie (moquette int.) | Moscou, Russie (moquette int.) |
|  | Autriche                                    | 2                                          | Croatie (1)    | 2 |                                 |                                 |  |  | Buenos Aires, Argentine (terre battue ext.) | Buenos Aires, Argentine (terre battue ext.) |  |  | Moscou, Russie (moquette int.) | Moscou, Russie (moquette int.) |
|  | Buenos Aires, Argentine (terre battue int.) |                                            | Croatie (1)    | 2 |                                 |                                 |  |  | Buenos Aires, Argentine (terre battue ext.) | Buenos Aires, Argentine (terre battue ext.) |  |  | Moscou, Russie (moquette int.) | Moscou, Russie (moquette int.) |
|  |                                             | Argentine (7)                              | 3              |   |                                 |                                 |  |  | Buenos Aires, Argentine (terre battue ext.) | Buenos Aires, Argentine (terre battue ext.) |  |  | Moscou, Russie (moquette int.) | Moscou, Russie (moquette int.) |
|  | Argentine (7)                               | Argentine (7)                              | 3              | 5 |                                 |                                 |  |  | Buenos Aires, Argentine (terre battue ext.) | Buenos Aires, Argentine (terre battue ext.) |  |  | Moscou, Russie (moquette int.) | Moscou, Russie (moquette int.) |
|  | Argentine (7)                               | Melbourne, Australie* (dur ext.)           |                | 5 |                                 |                                 |  |  | Buenos Aires, Argentine (terre battue ext.) | Buenos Aires, Argentine (terre battue ext.) |  |  | Moscou, Russie (moquette int.) | Moscou, Russie (moquette int.) |
|  | Suède                                       | 0                                          |                |   |                                 |                                 |  |  | Buenos Aires, Argentine (terre battue ext.) | Buenos Aires, Argentine (terre battue ext.) |  |  | Moscou, Russie (moquette int.) | Moscou, Russie (moquette int.) |
|  | Suède                                       | 0                                          | Argentine (7)  | 5 |                                 |                                 |  |  |                                             |                                             |  |  | Moscou, Russie (moquette int.) | Moscou, Russie (moquette int.) |
|  | Minsk, Biélorussie* (moquette int.)         |                                            | Argentine (7)  | 5 |                                 |                                 |  |  |                                             |                                             |  |  | Moscou, Russie (moquette int.) | Moscou, Russie (moquette int.) |
|  |                                             | Australie (5)                              | 0              |   |                                 |                                 |  |  |                                             |                                             |  |  | Moscou, Russie (moquette int.) | Moscou, Russie (moquette int.) |
|  | Espagne (3)                                 | Australie (5)                              | 0              | 1 |                                 |                                 |  |  |                                             |                                             |  |  | Moscou, Russie (moquette int.) | Moscou, Russie (moquette int.) |
|  | Espagne (3)                                 | Moscou, Russie (terre battue int.)         |                | 1 |                                 |                                 |  |  |                                             |                                             |  |  | Moscou, Russie (moquette int.) | Moscou, Russie (moquette int.) |
|  | Biélorussie                                 | 4                                          |                |   |                                 |                                 |  |  |                                             |                                             |  |  | Moscou, Russie (moquette int.) | Moscou, Russie (moquette int.) |
|  | Biélorussie                                 | 4                                          | Biélorussie    | 0 |                                 |                                 |  |  |                                             |                                             |  |  | Moscou, Russie (moquette int.) | Moscou, Russie (moquette int.) |
|  | Genève, Suisse (terre battue int.)          |                                            | Biélorussie    | 0 |                                 |                                 |  |  |                                             |                                             |  |  | Moscou, Russie (moquette int.) | Moscou, Russie (moquette int.) |
|  |                                             | Australie (5)                              | 5              |   |                                 |                                 |  |  |                                             |                                             |  |  | Moscou, Russie (moquette int.) | Moscou, Russie (moquette int.) |
|  | Australie (5)                               | Australie (5)                              | 5              | 3 |                                 |                                 |  |  |                                             |                                             |  |  | Moscou, Russie (moquette int.) | Moscou, Russie (moquette int.) |
|  | Australie (5)                               | Pau, France (moquette int.)                |                | 3 |                                 |                                 |  |  |                                             |                                             |  |  | Moscou, Russie (moquette int.) | Moscou, Russie (moquette int.) |
|  | Suisse                                      | 2                                          |                |   |                                 |                                 |  |  |                                             |                                             |  |  | Moscou, Russie (moquette int.) | Moscou, Russie (moquette int.) |
|  | Suisse                                      | 2                                          | Argentine (7)  | 2 |                                 |                                 |  |  |                                             |                                             |  |  |                                |                                |
|  | Halle, Allemagne (dur int.)                 |                                            | Argentine (7)  | 2 |                                 |                                 |  |  |                                             |                                             |  |  |                                |                                |
|  |                                             | Russie (4)                                 | 3              |   |                                 |                                 |  |  |                                             |                                             |  |  |                                |                                |
|  | Allemagne                                   | Russie (4)                                 | 3              | 2 |                                 |                                 |  |  |                                             |                                             |  |  |                                |                                |
|  | Allemagne                                   |                                            |                | 2 |                                 |                                 |  |  |                                             |                                             |  |  |                                |                                |
|  | France (6)                                  | 3                                          |                |   |                                 |                                 |  |  |                                             |                                             |  |  |                                |                                |
|  | France (6)                                  | 3                                          | France (6)     | 1 |                                 |                                 |  |  |                                             |                                             |  |  |                                |                                |
|  | Amsterdam, Pays-Bas (moquette int.)         |                                            | France (6)     | 1 |                                 |                                 |  |  |                                             |                                             |  |  |                                |                                |
|  |                                             | Russie (4)                                 | 4              |   |                                 |                                 |  |  |                                             |                                             |  |  |                                |                                |
|  | Pays-Bas                                    | Russie (4)                                 | 4              | 0 |                                 |                                 |  |  |                                             |                                             |  |  |                                |                                |
|  | Pays-Bas                                    | Rancho Mirage, CA, États-Unis (gazon ext.) |                | 0 |                                 |                                 |  |  |                                             |                                             |  |  |                                |                                |
|  | Russie (4)                                  | 5                                          |                |   |                                 |                                 |  |  |                                             |                                             |  |  |                                |                                |
|  | Russie (4)                                  | 5                                          | Russie (4)     | 3 |                                 |                                 |  |  |                                             |                                             |  |  |                                |                                |
|  | La Jolla, CA, États-Unis (dur ext.)         |                                            | Russie (4)     | 3 |                                 |                                 |  |  |                                             |                                             |  |  |                                |                                |
|  |                                             | États-Unis (8)                             | 2              |   |                                 |                                 |  |  |                                             |                                             |  |  |                                |                                |
|  | Roumanie                                    | États-Unis (8)                             | 2              | 1 |                                 |                                 |  |  |                                             |                                             |  |  |                                |                                |
|  | Roumanie                                    |                                            |                | 1 |                                 |                                 |  |  |                                             |                                             |  |  |                                |                                |
|  | États-Unis (8)                              | 4                                          |                |   |                                 |                                 |  |  |                                             |                                             |  |  |                                |                                |
|  | États-Unis (8)                              | 4                                          | États-Unis (8) | 3 |                                 |                                 |  |  |                                             |                                             |  |  |                                |                                |
|  | Rancagua, Chili (terre battue ext.)         |                                            | États-Unis (8) | 3 |                                 |                                 |  |  |                                             |                                             |  |  |                                |                                |
|  |                                             | Chili                                      | 2              |   |                                 |                                 |  |  |                                             |                                             |  |  |                                |                                |
|  | Chili                                       | Chili                                      | 2              | 4 |                                 |                                 |  |  |                                             |                                             |  |  |                                |                                |
|  | Chili                                       |                                            |                | 4 |                                 |                                 |  |  |                                             |                                             |  |  |                                |                                |
|  | Slovaquie (1)                               | 1                                          |                |   |                                 |                                 |  |  |                                             |                                             |  |  |                                |                                |
|  | Slovaquie (1)                               | 1                                          |                |   |                                 |                                 |  |  |                                             |                                             |  |  |                                |                                |

* les équipes qui se rencontrent pour la 1re fois dans l'histoire de la compétition tirent au sort la nation qui reçoit.

#### Matchs détaillés

##### Huitièmes de finale
| | Autriche | 2                             | -  | 3  | Croatie |   |   |
| --- | -------- | ----------------------------- | -- | -- | ------- | - | - |
| Campus Centre de loisirs Schwarzl, Graz, Autriche |          |                               |    |    |         |   |   |
| du 10 au 12 février 2006 sur terre battue (int.) |          |                               |    |    |         |   |   |
| \| 1 \| \| Jürgen Melzer \| 7 \| 7 \| 4 \| 4 \| 3 \| \| 1 \| \| Mario Ančić \| 62 \| 64 \| 6 \| 6 \| 6 \| \| 2 \| \| Stefan Koubek \| 2 \| 2 \| 4 \| \| \| \| 2 \| \| Ivan Ljubičić \| 6 \| 6 \| 6 \| \| \| \| 3 \| \| Julian Knowle - Jürgen Melzer \| 6 \| 6 \| 4 \| 4 \| 6 \| \| 3 \| \| Mario Ančić - Ivan Ljubičić \| 3 \| 3 \| 6 \| 6 \| 8 \| \| \| \| \| \| \| \| \| \| \| 4 \| \| Alexander Peya \| 4 \| 6 \| 6 \| \| \| \| 4 \| \| Ivan Cerović \| 6 \| 2 \| 4 \| \| \| \| \| \| \| \| \| \| \| \| \| 5 \| \| Stefan Koubek \| 6 \| 7 \| \| \| \| \| 5 \| \| Marin Čilić \| 1 \| 5 \| \| \| \| \| \| \| \| \| \| \| \| \| |          |                               |    |    |         |   |   |
| 1 |          | Jürgen Melzer                 | 7  | 7  | 4       | 4 | 3 |
| 1 |          | Mario Ančić                   | 62 | 64 | 6       | 6 | 6 |
| 2 |          | Stefan Koubek                 | 2  | 2  | 4       |   |   |
| 2 |          | Ivan Ljubičić                 | 6  | 6  | 6       |   |   |
| 3 |          | Julian Knowle - Jürgen Melzer | 6  | 6  | 4       | 4 | 6 |
| 3 |          | Mario Ančić - Ivan Ljubičić   | 3  | 3  | 6       | 6 | 8 |
| |          |                               |    |    |         |   |   |
| 4 |          | Alexander Peya                | 4  | 6  | 6       |   |   |
| 4 |          | Ivan Cerović                  | 6  | 2  | 4       |   |   |
| |          |                               |    |    |         |   |   |
| 5 |          | Stefan Koubek                 | 6  | 7  |         |   |   |
| 5 |          | Marin Čilić                   | 1  | 5  |         |   |   |
| |          |                               |    |    |         |   |   |

| 1 |  | Jürgen Melzer                 | 7  | 7  | 4 | 4 | 3 |
| 1 |  | Mario Ančić                   | 62 | 64 | 6 | 6 | 6 |
| 2 |  | Stefan Koubek                 | 2  | 2  | 4 |   |   |
| 2 |  | Ivan Ljubičić                 | 6  | 6  | 6 |   |   |
| 3 |  | Julian Knowle - Jürgen Melzer | 6  | 6  | 4 | 4 | 6 |
| 3 |  | Mario Ančić - Ivan Ljubičić   | 3  | 3  | 6 | 6 | 8 |
|   |  |                               |    |    |   |   |   |
| 4 |  | Alexander Peya                | 4  | 6  | 6 |   |   |
| 4 |  | Ivan Cerović                  | 6  | 2  | 4 |   |   |
|   |  |                               |    |    |   |   |   |
| 5 |  | Stefan Koubek                 | 6  | 7  |   |   |   |
| 5 |  | Marin Čilić                   | 1  | 5  |   |   |   |
|   |  |                               |    |    |   |   |   |

| | Argentine | 5                              | - | 0  | Suède |   |  |
| --- | --------- | ------------------------------ | - | -- | ----- | - |  |
| Parc Julio A. Roca, Buenos Aires, Argentine |           |                                |   |    |       |   |  |
| du 10 au 12 février 2006 sur terre battue (int.) |           |                                |   |    |       |   |  |
| \| 1 \| \| David Nalbandian \| 3 \| 6 \| 6 \| 6 \| \| \| 1 \| \| Robin Söderling \| 6 \| 2 \| 4 \| 1 \| \| \| 2 \| \| José Acasuso \| 6 \| 6 \| 6 \| \| \| \| 2 \| \| Thomas Johansson \| 1 \| 1 \| 3 \| \| \| \| 3 \| \| A. Calleri - D. Nalbandian \| 6 \| 7 \| 2 \| 6 \| \| \| 3 \| \| Simon Aspelin - Jonas Björkman \| 2 \| 64 \| 6 \| 4 \| \| \| \| \| \| \| \| \| \| \| \| 4 \| \| Juan Ignacio Chela \| 6 \| 6 \| \| \| \| \| 4 \| \| Thomas Johansson \| 4 \| 1 \| \| \| \| \| \| \| \| \| \| \| \| \| \| 5 \| \| José Acasuso \| 6 \| 6 \| \| \| \| \| 5 \| \| Jonas Björkman \| 0 \| 1 \| \| \| \| \| \| \| \| \| \| \| \| \| |           |                                |   |    |       |   |  |
| 1 |           | David Nalbandian               | 3 | 6  | 6     | 6 |  |
| 1 |           | Robin Söderling                | 6 | 2  | 4     | 1 |  |
| 2 |           | José Acasuso                   | 6 | 6  | 6     |   |  |
| 2 |           | Thomas Johansson               | 1 | 1  | 3     |   |  |
| 3 |           | A. Calleri - D. Nalbandian     | 6 | 7  | 2     | 6 |  |
| 3 |           | Simon Aspelin - Jonas Björkman | 2 | 64 | 6     | 4 |  |
| |           |                                |   |    |       |   |  |
| 4 |           | Juan Ignacio Chela             | 6 | 6  |       |   |  |
| 4 |           | Thomas Johansson               | 4 | 1  |       |   |  |
| |           |                                |   |    |       |   |  |
| 5 |           | José Acasuso                   | 6 | 6  |       |   |  |
| 5 |           | Jonas Björkman                 | 0 | 1  |       |   |  |
| |           |                                |   |    |       |   |  |

| 1 |  | David Nalbandian               | 3 | 6  | 6 | 6 |  |
| 1 |  | Robin Söderling                | 6 | 2  | 4 | 1 |  |
| 2 |  | José Acasuso                   | 6 | 6  | 6 |   |  |
| 2 |  | Thomas Johansson               | 1 | 1  | 3 |   |  |
| 3 |  | A. Calleri - D. Nalbandian     | 6 | 7  | 2 | 6 |  |
| 3 |  | Simon Aspelin - Jonas Björkman | 2 | 64 | 6 | 4 |  |
|   |  |                                |   |    |   |   |  |
| 4 |  | Juan Ignacio Chela             | 6 | 6  |   |   |  |
| 4 |  | Thomas Johansson               | 4 | 1  |   |   |  |
|   |  |                                |   |    |   |   |  |
| 5 |  | José Acasuso                   | 6 | 6  |   |   |  |
| 5 |  | Jonas Björkman                 | 0 | 1  |   |   |  |
|   |  |                                |   |    |   |   |  |

| | Espagne | 1                               | -  | 4  | Biélorussie |   |  |
| --- | ------- | ------------------------------- | -- | -- | ----------- | - |  |
| Manege Football, Minsk, Biélorussie |         |                                 |    |    |             |   |  |
| du 10 au 12 février 2006 sur moquette (int.) |         |                                 |    |    |             |   |  |
| \| 1 \| \| Tommy Robredo \| 3 \| 7 \| 3 \| 3 \| \| \| 1 \| \| Max Mirnyi \| 6 \| 65 \| 6 \| 6 \| \| \| 2 \| \| David Ferrer \| 3 \| 4 \| 3 \| \| \| \| 2 \| \| Vladimir Voltchkov \| 6 \| 6 \| 6 \| \| \| \| 3 \| \| F. López - F. Verdasco \| 62 \| 4 \| 5 \| \| \| \| 3 \| \| Max Mirnyi - Vladimir Voltchkov \| 7 \| 6 \| 7 \| \| \| \| \| \| \| \| \| \| \| \| \| 4 \| \| David Ferrer \| 6 \| 6 \| \| \| \| \| 4 \| \| Serguei Tarasevitch \| 2 \| 1 \| \| \| \| \| \| \| \| \| \| \| \| \| \| 5 \| \| Tommy Robredo \| 6 \| 3 \| \| \| \| \| 5 \| \| Vladimir Voltchkov \| 7 \| 6 \| \| \| \| \| \| \| \| \| \| \| \| \| |         |                                 |    |    |             |   |  |
| 1 |         | Tommy Robredo                   | 3  | 7  | 3           | 3 |  |
| 1 |         | Max Mirnyi                      | 6  | 65 | 6           | 6 |  |
| 2 |         | David Ferrer                    | 3  | 4  | 3           |   |  |
| 2 |         | Vladimir Voltchkov              | 6  | 6  | 6           |   |  |
| 3 |         | F. López - F. Verdasco          | 62 | 4  | 5           |   |  |
| 3 |         | Max Mirnyi - Vladimir Voltchkov | 7  | 6  | 7           |   |  |
| |         |                                 |    |    |             |   |  |
| 4 |         | David Ferrer                    | 6  | 6  |             |   |  |
| 4 |         | Serguei Tarasevitch             | 2  | 1  |             |   |  |
| |         |                                 |    |    |             |   |  |
| 5 |         | Tommy Robredo                   | 6  | 3  |             |   |  |
| 5 |         | Vladimir Voltchkov              | 7  | 6  |             |   |  |
| |         |                                 |    |    |             |   |  |

| 1 |  | Tommy Robredo                   | 3  | 7  | 3 | 3 |  |
| 1 |  | Max Mirnyi                      | 6  | 65 | 6 | 6 |  |
| 2 |  | David Ferrer                    | 3  | 4  | 3 |   |  |
| 2 |  | Vladimir Voltchkov              | 6  | 6  | 6 |   |  |
| 3 |  | F. López - F. Verdasco          | 62 | 4  | 5 |   |  |
| 3 |  | Max Mirnyi - Vladimir Voltchkov | 7  | 6  | 7 |   |  |
|   |  |                                 |    |    |   |   |  |
| 4 |  | David Ferrer                    | 6  | 6  |   |   |  |
| 4 |  | Serguei Tarasevitch             | 2  | 1  |   |   |  |
|   |  |                                 |    |    |   |   |  |
| 5 |  | Tommy Robredo                   | 6  | 3  |   |   |  |
| 5 |  | Vladimir Voltchkov              | 7  | 6  |   |   |  |
|   |  |                                 |    |    |   |   |  |

| | Suisse | 2                                 | -  | 3 | Australie |   |  |
| --- | ------ | --------------------------------- | -- | - | --------- | - |  |
| Arena de Genève, Genève, Suisse |        |                                   |    |   |           |   |  |
| du 10 au 12 février 2006 sur terre battue (int.) |        |                                   |    |   |           |   |  |
| \| 1 \| \| Michael Lammer \| 6 \| 3 \| 0 \| 3 \| \| \| 1 \| \| Peter Luczak \| 1 \| 6 \| 6 \| 6 \| \| \| 2 \| \| Stanislas Wawrinka \| 7 \| 3 \| 6 \| 7 \| \| \| 2 \| \| Chris Guccione \| 5 \| 6 \| 4 \| 6 \| \| \| 3 \| \| Stanislas Wawrinka - Yves Allegro \| 62 \| 4 \| 5 \| \| \| \| 3 \| \| Wayne Arthurs - Paul Hanley \| 7 \| 6 \| 7 \| \| \| \| \| \| \| \| \| \| \| \| \| 4 \| \| Stanislas Wawrinka \| 6 \| 6 \| 67 \| 6 \| \| \| 4 \| \| Peter Luczak \| 4 \| 2 \| 7 \| 2 \| \| \| \| \| \| \| \| \| \| \| \| 5 \| \| George Bastl \| 5 \| 3 \| 67 \| \| \| \| 5 \| \| Chris Guccione \| 7 \| 6 \| 7 \| \| \| \| \| \| \| \| \| \| \| \| |        |                                   |    |   |           |   |  |
| 1 |        | Michael Lammer                    | 6  | 3 | 0         | 3 |  |
| 1 |        | Peter Luczak                      | 1  | 6 | 6         | 6 |  |
| 2 |        | Stanislas Wawrinka                | 7  | 3 | 6         | 7 |  |
| 2 |        | Chris Guccione                    | 5  | 6 | 4         | 6 |  |
| 3 |        | Stanislas Wawrinka - Yves Allegro | 62 | 4 | 5         |   |  |
| 3 |        | Wayne Arthurs - Paul Hanley       | 7  | 6 | 7         |   |  |
| |        |                                   |    |   |           |   |  |
| 4 |        | Stanislas Wawrinka                | 6  | 6 | 67        | 6 |  |
| 4 |        | Peter Luczak                      | 4  | 2 | 7         | 2 |  |
| |        |                                   |    |   |           |   |  |
| 5 |        | George Bastl                      | 5  | 3 | 67        |   |  |
| 5 |        | Chris Guccione                    | 7  | 6 | 7         |   |  |
| |        |                                   |    |   |           |   |  |

| 1 |  | Michael Lammer                    | 6  | 3 | 0  | 3 |  |
| 1 |  | Peter Luczak                      | 1  | 6 | 6  | 6 |  |
| 2 |  | Stanislas Wawrinka                | 7  | 3 | 6  | 7 |  |
| 2 |  | Chris Guccione                    | 5  | 6 | 4  | 6 |  |
| 3 |  | Stanislas Wawrinka - Yves Allegro | 62 | 4 | 5  |   |  |
| 3 |  | Wayne Arthurs - Paul Hanley       | 7  | 6 | 7  |   |  |
|   |  |                                   |    |   |    |   |  |
| 4 |  | Stanislas Wawrinka                | 6  | 6 | 67 | 6 |  |
| 4 |  | Peter Luczak                      | 4  | 2 | 7  | 2 |  |
|   |  |                                   |    |   |    |   |  |
| 5 |  | George Bastl                      | 5  | 3 | 67 |   |  |
| 5 |  | Chris Guccione                    | 7  | 6 | 7  |   |  |
|   |  |                                   |    |   |    |   |  |

| | Allemagne | 2                               | - | 3  | France |    |   |
| --- | --------- | ------------------------------- | - | -- | ------ | -- | - |
| Stade Gerry Weber, Halle, Allemagne |           |                                 |   |    |        |    |   |
| du 10 au 12 février 2006 sur dur (int.) |           |                                 |   |    |        |    |   |
| \| 1 \| \| Nicolas Kiefer \| 5 \| 67 \| 0 \| \| \| \| 1 \| \| Sébastien Grosjean \| 7 \| 7 \| 6 \| \| \| \| 2 \| \| Tommy Haas \| 6 \| 4 \| 4 \| 7 \| 3 \| \| 2 \| \| Richard Gasquet \| 2 \| 6 \| 6 \| 61 \| 6 \| \| 3 \| \| Tommy Haas - Alexander Waske \| 7 \| 3 \| 4 \| 1 \| \| \| 3 \| \| Arnaud Clément - Michaël Llodra \| 6 \| 6 \| 6 \| 6 \| \| \| \| \| \| \| \| \| \| \| \| 4 \| \| Rainer Schüttler \| 6 \| 6 \| \| \| \| \| 4 \| \| Arnaud Clément \| 4 \| 3 \| \| \| \| \| \| \| \| \| \| \| \| \| \| 5 \| \| Tommy Haas \| 6 \| 6 \| \| \| \| \| 5 \| \| Michaël Llodra \| 3 \| 3 \| \| \| \| \| \| \| \| \| \| \| \| \| |           |                                 |   |    |        |    |   |
| 1 |           | Nicolas Kiefer                  | 5 | 67 | 0      |    |   |
| 1 |           | Sébastien Grosjean              | 7 | 7  | 6      |    |   |
| 2 |           | Tommy Haas                      | 6 | 4  | 4      | 7  | 3 |
| 2 |           | Richard Gasquet                 | 2 | 6  | 6      | 61 | 6 |
| 3 |           | Tommy Haas - Alexander Waske    | 7 | 3  | 4      | 1  |   |
| 3 |           | Arnaud Clément - Michaël Llodra | 6 | 6  | 6      | 6  |   |
| |           |                                 |   |    |        |    |   |
| 4 |           | Rainer Schüttler                | 6 | 6  |        |    |   |
| 4 |           | Arnaud Clément                  | 4 | 3  |        |    |   |
| |           |                                 |   |    |        |    |   |
| 5 |           | Tommy Haas                      | 6 | 6  |        |    |   |
| 5 |           | Michaël Llodra                  | 3 | 3  |        |    |   |
| |           |                                 |   |    |        |    |   |

| 1 |  | Nicolas Kiefer                  | 5 | 67 | 0 |    |   |
| 1 |  | Sébastien Grosjean              | 7 | 7  | 6 |    |   |
| 2 |  | Tommy Haas                      | 6 | 4  | 4 | 7  | 3 |
| 2 |  | Richard Gasquet                 | 2 | 6  | 6 | 61 | 6 |
| 3 |  | Tommy Haas - Alexander Waske    | 7 | 3  | 4 | 1  |   |
| 3 |  | Arnaud Clément - Michaël Llodra | 6 | 6  | 6 | 6  |   |
|   |  |                                 |   |    |   |    |   |
| 4 |  | Rainer Schüttler                | 6 | 6  |   |    |   |
| 4 |  | Arnaud Clément                  | 4 | 3  |   |    |   |
|   |  |                                 |   |    |   |    |   |
| 5 |  | Tommy Haas                      | 6 | 6  |   |    |   |
| 5 |  | Michaël Llodra                  | 3 | 3  |   |    |   |
|   |  |                                 |   |    |   |    |   |

| | Pays-Bas | 0                                | -  | 5  | Russie |    |  |
| --- | -------- | -------------------------------- | -- | -- | ------ | -- |  |
| RAI Amsterdam, Amsterdam, Pays-Bas |          |                                  |    |    |        |    |  |
| du 10 au 12 février 2006 sur moquette (int.) |          |                                  |    |    |        |    |  |
| \| 1 \| \| Raemon Sluiter \| 7 \| 4 \| 65 \| 65 \| \| \| 1 \| \| Dmitri Toursounov \| 62 \| 6 \| 7 \| 7 \| \| \| 2 \| \| Melle van Gemerden \| 6 \| 5 \| 4 \| \| \| \| 2 \| \| Nikolay Davydenko \| 7 \| 7 \| 6 \| \| \| \| 3 \| \| Raemon Sluiter - John van Lottum \| 2 \| 6 \| 4 \| 4 \| \| \| 3 \| \| Igor Andreev - Mikhail Youzhny \| 6 \| 3 \| 6 \| 6 \| \| \| \| \| \| \| \| \| \| \| \| 4 \| \| Jesse Huta Galung \| 3 \| 6 \| 67 \| \| \| \| 4 \| \| Igor Andreev \| 6 \| 4 \| 7 \| \| \| \| \| \| \| \| \| \| \| \| \| 5 \| \| Melle van Gemerden \| 64 \| 65 \| \| \| \| \| 5 \| \| Dmitri Toursounov \| 7 \| 7 \| \| \| \| \| \| \| \| \| \| \| \| \| |          |                                  |    |    |        |    |  |
| 1 |          | Raemon Sluiter                   | 7  | 4  | 65     | 65 |  |
| 1 |          | Dmitri Toursounov                | 62 | 6  | 7      | 7  |  |
| 2 |          | Melle van Gemerden               | 6  | 5  | 4      |    |  |
| 2 |          | Nikolay Davydenko                | 7  | 7  | 6      |    |  |
| 3 |          | Raemon Sluiter - John van Lottum | 2  | 6  | 4      | 4  |  |
| 3 |          | Igor Andreev - Mikhail Youzhny   | 6  | 3  | 6      | 6  |  |
| |          |                                  |    |    |        |    |  |
| 4 |          | Jesse Huta Galung                | 3  | 6  | 67     |    |  |
| 4 |          | Igor Andreev                     | 6  | 4  | 7      |    |  |
| |          |                                  |    |    |        |    |  |
| 5 |          | Melle van Gemerden               | 64 | 65 |        |    |  |
| 5 |          | Dmitri Toursounov                | 7  | 7  |        |    |  |
| |          |                                  |    |    |        |    |  |

| 1 |  | Raemon Sluiter                   | 7  | 4  | 65 | 65 |  |
| 1 |  | Dmitri Toursounov                | 62 | 6  | 7  | 7  |  |
| 2 |  | Melle van Gemerden               | 6  | 5  | 4  |    |  |
| 2 |  | Nikolay Davydenko                | 7  | 7  | 6  |    |  |
| 3 |  | Raemon Sluiter - John van Lottum | 2  | 6  | 4  | 4  |  |
| 3 |  | Igor Andreev - Mikhail Youzhny   | 6  | 3  | 6  | 6  |  |
|   |  |                                  |    |    |    |    |  |
| 4 |  | Jesse Huta Galung                | 3  | 6  | 67 |    |  |
| 4 |  | Igor Andreev                     | 6  | 4  | 7  |    |  |
|   |  |                                  |    |    |    |    |  |
| 5 |  | Melle van Gemerden               | 64 | 65 |    |    |  |
| 5 |  | Dmitri Toursounov                | 7  | 7  |    |    |  |
|   |  |                                  |    |    |    |    |  |

| | États-Unis | 4                            | -  | 1  | Roumanie |   |   |
| --- | ---------- | ---------------------------- | -- | -- | -------- | - | - |
| La Jolla Beach and Tennis Club, La Jolla, CA, États-Unis |            |                              |    |    |          |   |   |
| du 10 au 12 février 2006 sur dur (ext.) |            |                              |    |    |          |   |   |
| \| 1 \| \| Andy Roddick \| 7 \| 6 \| 68 \| 2 \| 4 \| \| 1 \| \| Andrei Pavel \| 62 \| 2 \| 7 \| 6 \| 6 \| \| 2 \| \| James Blake \| 6 \| 7 \| 6 \| \| \| \| 2 \| \| Victor Hănescu \| 4 \| 65 \| 2 \| \| \| \| 3 \| \| Bob Bryan - Mike Bryan \| 6 \| 2 \| \| \| \| \| 3 \| \| Victor Hănescu - Horia Tecău \| 2 \| 0 \| ab. \| \| \| \| \| \| \| \| \| \| \| \| \| 4 \| \| Andy Roddick \| 6 \| 6 \| 6 \| \| \| \| 4 \| \| Răzvan Sabău \| 3 \| 3 \| 2 \| \| \| \| \| \| \| \| \| \| \| \| \| 5 \| \| James Blake \| 6 \| 7 \| \| \| \| \| 5 \| \| Horia Tecău \| 1 \| 5 \| \| \| \| \| \| \| \| \| \| \| \| \| |            |                              |    |    |          |   |   |
| 1 |            | Andy Roddick                 | 7  | 6  | 68       | 2 | 4 |
| 1 |            | Andrei Pavel                 | 62 | 2  | 7        | 6 | 6 |
| 2 |            | James Blake                  | 6  | 7  | 6        |   |   |
| 2 |            | Victor Hănescu               | 4  | 65 | 2        |   |   |
| 3 |            | Bob Bryan - Mike Bryan       | 6  | 2  |          |   |   |
| 3 |            | Victor Hănescu - Horia Tecău | 2  | 0  | ab.      |   |   |
| |            |                              |    |    |          |   |   |
| 4 |            | Andy Roddick                 | 6  | 6  | 6        |   |   |
| 4 |            | Răzvan Sabău                 | 3  | 3  | 2        |   |   |
| |            |                              |    |    |          |   |   |
| 5 |            | James Blake                  | 6  | 7  |          |   |   |
| 5 |            | Horia Tecău                  | 1  | 5  |          |   |   |
| |            |                              |    |    |          |   |   |

| 1 |  | Andy Roddick                 | 7  | 6  | 68  | 2 | 4 |
| 1 |  | Andrei Pavel                 | 62 | 2  | 7   | 6 | 6 |
| 2 |  | James Blake                  | 6  | 7  | 6   |   |   |
| 2 |  | Victor Hănescu               | 4  | 65 | 2   |   |   |
| 3 |  | Bob Bryan - Mike Bryan       | 6  | 2  |     |   |   |
| 3 |  | Victor Hănescu - Horia Tecău | 2  | 0  | ab. |   |   |
|   |  |                              |    |    |     |   |   |
| 4 |  | Andy Roddick                 | 6  | 6  | 6   |   |   |
| 4 |  | Răzvan Sabău                 | 3  | 3  | 2   |   |   |
|   |  |                              |    |    |     |   |   |
| 5 |  | James Blake                  | 6  | 7  |     |   |   |
| 5 |  | Horia Tecău                  | 1  | 5  |     |   |   |
|   |  |                              |    |    |     |   |   |

| | Chili | 4                             | -  | 1  | Slovaquie |    |  |
| --- | ----- | ----------------------------- | -- | -- | --------- | -- |  |
| Medialuna Monumental, Rancagua, Chili |       |                               |    |    |           |    |  |
| du 10 au 12 février 2006 sur terre battue (ext.) |       |                               |    |    |           |    |  |
| \| 1 \| \| Fernando González \| 7 \| 7 \| 6 \| \| \| \| 1 \| \| Michal Mertiňák \| 65 \| 63 \| 3 \| \| \| \| 2 \| \| Nicolás Massú \| 65 \| 6 \| 6 \| 7 \| \| \| 2 \| \| Dominik Hrbatý \| 7 \| 3 \| 1 \| 64 \| \| \| 3 \| \| F. González - N. Massú \| 6 \| 7 \| 3 \| 6 \| \| \| 3 \| \| Lukáš Lacko - Michal Mertiňák \| 2 \| 5 \| 6 \| 4 \| \| \| \| \| \| \| \| \| \| \| \| 4 \| \| Paul Capdeville \| 6 \| 7 \| \| \| \| \| 4 \| \| Victor Bruthans \| 4 \| 5 \| \| \| \| \| \| \| \| \| \| \| \| \| \| 5 \| \| Adrián García \| 4 \| 1 \| ab. \| \| \| \| 5 \| \| Lukáš Lacko \| 6 \| 4 \| \| \| \| \| \| \| \| \| \| \| \| \| |       |                               |    |    |           |    |  |
| 1 |       | Fernando González             | 7  | 7  | 6         |    |  |
| 1 |       | Michal Mertiňák               | 65 | 63 | 3         |    |  |
| 2 |       | Nicolás Massú                 | 65 | 6  | 6         | 7  |  |
| 2 |       | Dominik Hrbatý                | 7  | 3  | 1         | 64 |  |
| 3 |       | F. González - N. Massú        | 6  | 7  | 3         | 6  |  |
| 3 |       | Lukáš Lacko - Michal Mertiňák | 2  | 5  | 6         | 4  |  |
| |       |                               |    |    |           |    |  |
| 4 |       | Paul Capdeville               | 6  | 7  |           |    |  |
| 4 |       | Victor Bruthans               | 4  | 5  |           |    |  |
| |       |                               |    |    |           |    |  |
| 5 |       | Adrián García                 | 4  | 1  | ab.       |    |  |
| 5 |       | Lukáš Lacko                   | 6  | 4  |           |    |  |
| |       |                               |    |    |           |    |  |

| 1 |  | Fernando González             | 7  | 7  | 6   |    |  |
| 1 |  | Michal Mertiňák               | 65 | 63 | 3   |    |  |
| 2 |  | Nicolás Massú                 | 65 | 6  | 6   | 7  |  |
| 2 |  | Dominik Hrbatý                | 7  | 3  | 1   | 64 |  |
| 3 |  | F. González - N. Massú        | 6  | 7  | 3   | 6  |  |
| 3 |  | Lukáš Lacko - Michal Mertiňák | 2  | 5  | 6   | 4  |  |
|   |  |                               |    |    |     |    |  |
| 4 |  | Paul Capdeville               | 6  | 7  |     |    |  |
| 4 |  | Victor Bruthans               | 4  | 5  |     |    |  |
|   |  |                               |    |    |     |    |  |
| 5 |  | Adrián García                 | 4  | 1  | ab. |    |  |
| 5 |  | Lukáš Lacko                   | 6  | 4  |     |    |  |
|   |  |                               |    |    |     |    |  |

##### Quarts de finale
| | Croatie | 2                           | -  | 3 | Argentine |    |   |
| --- | ------- | --------------------------- | -- | - | --------- | -- | - |
| Dom Sportova, Zagreb, Croatie |         |                             |    |   |           |    |   |
| du 7 au 9 avril 2006 sur moquette (int.) |         |                             |    |   |           |    |   |
| \| 1 \| \| Ivan Ljubičić \| 67 \| 5 \| 7 \| 6 \| 6 \| \| 1 \| \| Agustín Calleri \| 7 \| 7 \| 6 \| 1 \| 2 \| \| 2 \| \| Marin Čilić \| 1 \| 1 \| 2 \| \| \| \| 2 \| \| David Nalbandian \| 6 \| 6 \| 6 \| \| \| \| 3 \| \| Marin Čilić - Ivan Ljubičić \| 4 \| 2 \| 6 \| 4 \| \| \| 3 \| \| J. Acasuso - D. Nalbandian \| 6 \| 6 \| 3 \| 6 \| \| \| \| \| \| \| \| \| \| \| \| 4 \| \| Ivan Ljubičić \| 6 \| 6 \| 6 \| \| \| \| 4 \| \| David Nalbandian \| 3 \| 4 \| 4 \| \| \| \| \| \| \| \| \| \| \| \| \| 5 \| \| Saša Tuksar \| 6 \| 4 \| 6 \| 65 \| \| \| 5 \| \| Juan Ignacio Chela \| 3 \| 6 \| 7 \| 7 \| \| \| \| \| \| \| \| \| \| \| |         |                             |    |   |           |    |   |
| 1 |         | Ivan Ljubičić               | 67 | 5 | 7         | 6  | 6 |
| 1 |         | Agustín Calleri             | 7  | 7 | 6         | 1  | 2 |
| 2 |         | Marin Čilić                 | 1  | 1 | 2         |    |   |
| 2 |         | David Nalbandian            | 6  | 6 | 6         |    |   |
| 3 |         | Marin Čilić - Ivan Ljubičić | 4  | 2 | 6         | 4  |   |
| 3 |         | J. Acasuso - D. Nalbandian  | 6  | 6 | 3         | 6  |   |
| |         |                             |    |   |           |    |   |
| 4 |         | Ivan Ljubičić               | 6  | 6 | 6         |    |   |
| 4 |         | David Nalbandian            | 3  | 4 | 4         |    |   |
| |         |                             |    |   |           |    |   |
| 5 |         | Saša Tuksar                 | 6  | 4 | 6         | 65 |   |
| 5 |         | Juan Ignacio Chela          | 3  | 6 | 7         | 7  |   |
| |         |                             |    |   |           |    |   |

| 1 |  | Ivan Ljubičić               | 67 | 5 | 7 | 6  | 6 |
| 1 |  | Agustín Calleri             | 7  | 7 | 6 | 1  | 2 |
| 2 |  | Marin Čilić                 | 1  | 1 | 2 |    |   |
| 2 |  | David Nalbandian            | 6  | 6 | 6 |    |   |
| 3 |  | Marin Čilić - Ivan Ljubičić | 4  | 2 | 6 | 4  |   |
| 3 |  | J. Acasuso - D. Nalbandian  | 6  | 6 | 3 | 6  |   |
|   |  |                             |    |   |   |    |   |
| 4 |  | Ivan Ljubičić               | 6  | 6 | 6 |    |   |
| 4 |  | David Nalbandian            | 3  | 4 | 4 |    |   |
|   |  |                             |    |   |   |    |   |
| 5 |  | Saša Tuksar                 | 6  | 4 | 6 | 65 |   |
| 5 |  | Juan Ignacio Chela          | 3  | 6 | 7 | 7  |   |
|   |  |                             |    |   |   |    |   |

| | Australie | 5                               | -  | 0 | Biélorussie |   |   |
| --- | --------- | ------------------------------- | -- | - | ----------- | - | - |
| Kooyong Stadium, Melbourne, Australie |           |                                 |    |   |             |   |   |
| du 7 au 9 avril 2006 sur dur (ext.) |           |                                 |    |   |             |   |   |
| \| 1 \| \| Chris Guccione \| 7 \| 3 \| 7 \| 3 \| 6 \| \| 1 \| \| Max Mirnyi \| 64 \| 6 \| 5 \| 6 \| 4 \| \| 2 \| \| Lleyton Hewitt \| 6 \| 6 \| 6 \| \| \| \| 2 \| \| Vladimir Voltchkov \| 2 \| 1 \| 2 \| \| \| \| 3 \| \| Wayne Arthurs - Paul Hanley \| 3 \| 6 \| 5 \| 6 \| 7 \| \| 3 \| \| Max Mirnyi - Vladimir Voltchkov \| 6 \| 4 \| 7 \| 3 \| 5 \| \| \| \| \| \| \| \| \| \| \| 4 \| \| Wayne Arthurs \| 7 \| 6 \| \| \| \| \| 4 \| \| Sergeï Tarasevitch \| 6 \| 2 \| \| \| \| \| \| \| \| \| \| \| \| \| \| 5 \| \| Chris Guccione \| 6 \| 6 \| \| \| \| \| 5 \| \| Alexandr Zotov \| 1 \| 3 \| \| \| \| \| \| \| \| \| \| \| \| \| |           |                                 |    |   |             |   |   |
| 1 |           | Chris Guccione                  | 7  | 3 | 7           | 3 | 6 |
| 1 |           | Max Mirnyi                      | 64 | 6 | 5           | 6 | 4 |
| 2 |           | Lleyton Hewitt                  | 6  | 6 | 6           |   |   |
| 2 |           | Vladimir Voltchkov              | 2  | 1 | 2           |   |   |
| 3 |           | Wayne Arthurs - Paul Hanley     | 3  | 6 | 5           | 6 | 7 |
| 3 |           | Max Mirnyi - Vladimir Voltchkov | 6  | 4 | 7           | 3 | 5 |
| |           |                                 |    |   |             |   |   |
| 4 |           | Wayne Arthurs                   | 7  | 6 |             |   |   |
| 4 |           | Sergeï Tarasevitch              | 6  | 2 |             |   |   |
| |           |                                 |    |   |             |   |   |
| 5 |           | Chris Guccione                  | 6  | 6 |             |   |   |
| 5 |           | Alexandr Zotov                  | 1  | 3 |             |   |   |
| |           |                                 |    |   |             |   |   |

| 1 |  | Chris Guccione                  | 7  | 3 | 7 | 3 | 6 |
| 1 |  | Max Mirnyi                      | 64 | 6 | 5 | 6 | 4 |
| 2 |  | Lleyton Hewitt                  | 6  | 6 | 6 |   |   |
| 2 |  | Vladimir Voltchkov              | 2  | 1 | 2 |   |   |
| 3 |  | Wayne Arthurs - Paul Hanley     | 3  | 6 | 5 | 6 | 7 |
| 3 |  | Max Mirnyi - Vladimir Voltchkov | 6  | 4 | 7 | 3 | 5 |
|   |  |                                 |    |   |   |   |   |
| 4 |  | Wayne Arthurs                   | 7  | 6 |   |   |   |
| 4 |  | Sergeï Tarasevitch              | 6  | 2 |   |   |   |
|   |  |                                 |    |   |   |   |   |
| 5 |  | Chris Guccione                  | 6  | 6 |   |   |   |
| 5 |  | Alexandr Zotov                  | 1  | 3 |   |   |   |
|   |  |                                 |    |   |   |   |   |

| | France | 1                               | -  | 4 | Russie |    |   |
| --- | ------ | ------------------------------- | -- | - | ------ | -- | - |
| Palais des Sports, Pau, France |        |                                 |    |   |        |    |   |
| du 7 au 9 avril 2006 sur moquette (int.) |        |                                 |    |   |        |    |   |
| \| 1 \| \| Richard Gasquet \| 64 \| 6 \| 3 \| 7 \| 1 \| \| 1 \| \| Marat Safin \| 7 \| 4 \| 6 \| 61 \| 6 \| \| 2 \| \| Arnaud Clément \| 6 \| 2 \| 4 \| 64 \| \| \| 2 \| \| Nikolay Davydenko \| 3 \| 6 \| 6 \| 7 \| \| \| 3 \| \| Arnaud Clément - Michaël Llodra \| 6 \| 6 \| 63 \| 5 \| 6 \| \| 3 \| \| D. Toursounov - M. Youzhny \| 3 \| 3 \| 7 \| 7 \| 2 \| \| \| \| \| \| \| \| \| \| \| 4 \| \| Richard Gasquet \| 1 \| 6 \| 7 \| 3 \| 5 \| \| 4 \| \| Dmitri Toursounov \| 6 \| 3 \| 64 \| 6 \| 7 \| \| \| \| \| \| \| \| \| \| \| 5 \| \| Michaël Llodra \| 2 \| 6 \| 63 \| \| \| \| 5 \| \| Mikhail Youzhny \| 6 \| 4 \| 7 \| \| \| \| \| \| \| \| \| \| \| \| |        |                                 |    |   |        |    |   |
| 1 |        | Richard Gasquet                 | 64 | 6 | 3      | 7  | 1 |
| 1 |        | Marat Safin                     | 7  | 4 | 6      | 61 | 6 |
| 2 |        | Arnaud Clément                  | 6  | 2 | 4      | 64 |   |
| 2 |        | Nikolay Davydenko               | 3  | 6 | 6      | 7  |   |
| 3 |        | Arnaud Clément - Michaël Llodra | 6  | 6 | 63     | 5  | 6 |
| 3 |        | D. Toursounov - M. Youzhny      | 3  | 3 | 7      | 7  | 2 |
| |        |                                 |    |   |        |    |   |
| 4 |        | Richard Gasquet                 | 1  | 6 | 7      | 3  | 5 |
| 4 |        | Dmitri Toursounov               | 6  | 3 | 64     | 6  | 7 |
| |        |                                 |    |   |        |    |   |
| 5 |        | Michaël Llodra                  | 2  | 6 | 63     |    |   |
| 5 |        | Mikhail Youzhny                 | 6  | 4 | 7      |    |   |
| |        |                                 |    |   |        |    |   |

| 1 |  | Richard Gasquet                 | 64 | 6 | 3  | 7  | 1 |
| 1 |  | Marat Safin                     | 7  | 4 | 6  | 61 | 6 |
| 2 |  | Arnaud Clément                  | 6  | 2 | 4  | 64 |   |
| 2 |  | Nikolay Davydenko               | 3  | 6 | 6  | 7  |   |
| 3 |  | Arnaud Clément - Michaël Llodra | 6  | 6 | 63 | 5  | 6 |
| 3 |  | D. Toursounov - M. Youzhny      | 3  | 3 | 7  | 7  | 2 |
|   |  |                                 |    |   |    |    |   |
| 4 |  | Richard Gasquet                 | 1  | 6 | 7  | 3  | 5 |
| 4 |  | Dmitri Toursounov               | 6  | 3 | 64 | 6  | 7 |
|   |  |                                 |    |   |    |    |   |
| 5 |  | Michaël Llodra                  | 2  | 6 | 63 |    |   |
| 5 |  | Mikhail Youzhny                 | 6  | 4 | 7  |    |   |
|   |  |                                 |    |   |    |    |   |

| | États-Unis | 3                      | -  | 2  | Chili |   |    |
| --- | ---------- | ---------------------- | -- | -- | ----- | - | -- |
| Mission Hills Country Club, Rancho Mirage, CA, États-Unis |            |                        |    |    |       |   |    |
| du 7 au 9 avril 2006 sur gazon (ext.) |            |                        |    |    |       |   |    |
| \| 1 \| \| James Blake \| 7 \| 6 \| 62 \| 4 \| 8 \| \| 1 \| \| Fernando González \| 65 \| 0 \| 7 \| 6 \| 10 \| \| 2 \| \| Andy Roddick \| 6 \| 7 \| 7 \| \| \| \| 2 \| \| Nicolás Massú \| 3 \| 65 \| 65 \| \| \| \| 3 \| \| Bob Bryan - Mike Bryan \| 6 \| 6 \| 6 \| \| \| \| 3 \| \| F. González - N. Massú \| 1 \| 2 \| 4 \| \| \| \| \| \| \| \| \| \| \| \| \| 4 \| \| Andy Roddick \| 4 \| 7 \| 6 \| 6 \| \| \| 4 \| \| Fernando González \| 6 \| 5 \| 3 \| 2 \| \| \| \| \| \| \| \| \| \| \| \| 5 \| \| James Blake \| 3 \| 4 \| \| \| \| \| 5 \| \| Paul Capdeville \| 6 \| 6 \| \| \| \| \| \| \| \| \| \| \| \| \| |            |                        |    |    |       |   |    |
| 1 |            | James Blake            | 7  | 6  | 62    | 4 | 8  |
| 1 |            | Fernando González      | 65 | 0  | 7     | 6 | 10 |
| 2 |            | Andy Roddick           | 6  | 7  | 7     |   |    |
| 2 |            | Nicolás Massú          | 3  | 65 | 65    |   |    |
| 3 |            | Bob Bryan - Mike Bryan | 6  | 6  | 6     |   |    |
| 3 |            | F. González - N. Massú | 1  | 2  | 4     |   |    |
| |            |                        |    |    |       |   |    |
| 4 |            | Andy Roddick           | 4  | 7  | 6     | 6 |    |
| 4 |            | Fernando González      | 6  | 5  | 3     | 2 |    |
| |            |                        |    |    |       |   |    |
| 5 |            | James Blake            | 3  | 4  |       |   |    |
| 5 |            | Paul Capdeville        | 6  | 6  |       |   |    |
| |            |                        |    |    |       |   |    |

| 1 |  | James Blake            | 7  | 6  | 62 | 4 | 8  |
| 1 |  | Fernando González      | 65 | 0  | 7  | 6 | 10 |
| 2 |  | Andy Roddick           | 6  | 7  | 7  |   |    |
| 2 |  | Nicolás Massú          | 3  | 65 | 65 |   |    |
| 3 |  | Bob Bryan - Mike Bryan | 6  | 6  | 6  |   |    |
| 3 |  | F. González - N. Massú | 1  | 2  | 4  |   |    |
|   |  |                        |    |    |    |   |    |
| 4 |  | Andy Roddick           | 4  | 7  | 6  | 6 |    |
| 4 |  | Fernando González      | 6  | 5  | 3  | 2 |    |
|   |  |                        |    |    |    |   |    |
| 5 |  | James Blake            | 3  | 4  |    |   |    |
| 5 |  | Paul Capdeville        | 6  | 6  |    |   |    |
|   |  |                        |    |    |    |   |    |

##### Demi-finales
| | Argentine | 5                           | - | 0 | Australie |   |         |
| --- | --------- | --------------------------- | - | - | --------- | - | ------- |
| Parque Roca, Buenos Aires, Argentine |           |                             |   |   |           |   |         |
| du 22 au 24 septembre 2006 sur terre battue (ext.) |           |                             |   |   |           |   |         |
| \| 1 \| \| David Nalbandian \| 6 \| 6 \| 6 \| \| \| \| 1 \| \| Mark Philippoussis \| 4 \| 3 \| 3 \| \| \| \| 2 \| \| José Acasuso \| 1 \| 6 \| 4 \| 6 \| 6 \| \| 2 \| \| Lleyton Hewitt \| 6 \| 4 \| 6 \| 2 \| 1 \| \| 3 \| \| A. Calleri - D. Nalbandian \| 6 \| 6 \| 7 \| \| \| \| 3 \| \| Wayne Arthurs - Paul Hanley \| 4 \| 4 \| 5 \| \| \| \| \| \| \| \| \| \| \| \| \| 4 \| \| Agustín Calleri \| 6 \| 6 \| \| \| \| \| 4 \| \| Paul Hanley \| 0 \| 3 \| \| \| \| \| \| \| \| \| \| \| \| \| \| 5 \| \| Juan Ignacio Chela \| \| \| \| \| \| \| 5 \| \| Wayne Arthurs \| \| \| \| \| Forfait \| \| \| \| \| \| \| \| \| \| |           |                             |   |   |           |   |         |
| 1 |           | David Nalbandian            | 6 | 6 | 6         |   |         |
| 1 |           | Mark Philippoussis          | 4 | 3 | 3         |   |         |
| 2 |           | José Acasuso                | 1 | 6 | 4         | 6 | 6       |
| 2 |           | Lleyton Hewitt              | 6 | 4 | 6         | 2 | 1       |
| 3 |           | A. Calleri - D. Nalbandian  | 6 | 6 | 7         |   |         |
| 3 |           | Wayne Arthurs - Paul Hanley | 4 | 4 | 5         |   |         |
| |           |                             |   |   |           |   |         |
| 4 |           | Agustín Calleri             | 6 | 6 |           |   |         |
| 4 |           | Paul Hanley                 | 0 | 3 |           |   |         |
| |           |                             |   |   |           |   |         |
| 5 |           | Juan Ignacio Chela          |   |   |           |   |         |
| 5 |           | Wayne Arthurs               |   |   |           |   | Forfait |
| |           |                             |   |   |           |   |         |

| 1 |  | David Nalbandian            | 6 | 6 | 6 |   |         |
| 1 |  | Mark Philippoussis          | 4 | 3 | 3 |   |         |
| 2 |  | José Acasuso                | 1 | 6 | 4 | 6 | 6       |
| 2 |  | Lleyton Hewitt              | 6 | 4 | 6 | 2 | 1       |
| 3 |  | A. Calleri - D. Nalbandian  | 6 | 6 | 7 |   |         |
| 3 |  | Wayne Arthurs - Paul Hanley | 4 | 4 | 5 |   |         |
|   |  |                             |   |   |   |   |         |
| 4 |  | Agustín Calleri             | 6 | 6 |   |   |         |
| 4 |  | Paul Hanley                 | 0 | 3 |   |   |         |
|   |  |                             |   |   |   |   |         |
| 5 |  | Juan Ignacio Chela          |   |   |   |   |         |
| 5 |  | Wayne Arthurs               |   |   |   |   | Forfait |
|   |  |                             |   |   |   |   |         |

| | Russie | 3                          | - | 2  | États-Unis |   |    |
| --- | ------ | -------------------------- | - | -- | ---------- | - | -- |
| Stade Olympique, Moscou, Russie |        |                            |   |    |            |   |    |
| du 22 au 24 septembre 2006 sur terre battue (int.) |        |                            |   |    |            |   |    |
| \| 1 \| \| Marat Safin \| 6 \| 6 \| 7 \| \| \| \| 1 \| \| Andy Roddick \| 3 \| 3 \| 65 \| \| \| \| 2 \| \| Mikhail Youzhny \| 7 \| 1 \| 6 \| 7 \| \| \| 2 \| \| James Blake \| 5 \| 6 \| 1 \| 5 \| \| \| 3 \| \| D. Toursounov - M. Youzhny \| 3 \| 4 \| 2 \| \| \| \| 3 \| \| Bob Bryan - Mike Bryan \| 6 \| 6 \| 6 \| \| \| \| \| \| \| \| \| \| \| \| \| 4 \| \| Dmitri Toursounov \| 6 \| 6 \| 5 \| 3 \| 17 \| \| 4 \| \| Andy Roddick \| 3 \| 4 \| 7 \| 6 \| 15 \| \| \| \| \| \| \| \| \| \| \| 5 \| \| Marat Safin \| 5 \| 64 \| \| \| \| \| 5 \| \| James Blake \| 7 \| 7 \| \| \| \| \| \| \| \| \| \| \| \| \| |        |                            |   |    |            |   |    |
| 1 |        | Marat Safin                | 6 | 6  | 7          |   |    |
| 1 |        | Andy Roddick               | 3 | 3  | 65         |   |    |
| 2 |        | Mikhail Youzhny            | 7 | 1  | 6          | 7 |    |
| 2 |        | James Blake                | 5 | 6  | 1          | 5 |    |
| 3 |        | D. Toursounov - M. Youzhny | 3 | 4  | 2          |   |    |
| 3 |        | Bob Bryan - Mike Bryan     | 6 | 6  | 6          |   |    |
| |        |                            |   |    |            |   |    |
| 4 |        | Dmitri Toursounov          | 6 | 6  | 5          | 3 | 17 |
| 4 |        | Andy Roddick               | 3 | 4  | 7          | 6 | 15 |
| |        |                            |   |    |            |   |    |
| 5 |        | Marat Safin                | 5 | 64 |            |   |    |
| 5 |        | James Blake                | 7 | 7  |            |   |    |
| |        |                            |   |    |            |   |    |

| 1 |  | Marat Safin                | 6 | 6  | 7  |   |    |
| 1 |  | Andy Roddick               | 3 | 3  | 65 |   |    |
| 2 |  | Mikhail Youzhny            | 7 | 1  | 6  | 7 |    |
| 2 |  | James Blake                | 5 | 6  | 1  | 5 |    |
| 3 |  | D. Toursounov - M. Youzhny | 3 | 4  | 2  |   |    |
| 3 |  | Bob Bryan - Mike Bryan     | 6 | 6  | 6  |   |    |
|   |  |                            |   |    |    |   |    |
| 4 |  | Dmitri Toursounov          | 6 | 6  | 5  | 3 | 17 |
| 4 |  | Andy Roddick               | 3 | 4  | 7  | 6 | 15 |
|   |  |                            |   |    |    |   |    |
| 5 |  | Marat Safin                | 5 | 64 |    |   |    |
| 5 |  | James Blake                | 7 | 7  |    |   |    |
|   |  |                            |   |    |    |   |    |

##### Finale
La finale de la Coupe Davis 2006 se joue entre la Russie et l'Argentine.
| | Russie | 3                                  | - | 2 | Argentine |    |  |
| --- | ------ | ---------------------------------- | - | - | --------- | -- |  |
| Stade Olympique, Moscou, Russie |        |                                    |   |   |           |    |  |
| du 1er au 3 décembre 2006 sur moquette (int.) |        |                                    |   |   |           |    |  |
| \| 1 \| \| Nikolay Davydenko \| 6 \| 6 \| 5 \| 6 \| \| \| 1 \| \| Juan Ignacio Chela \| 1 \| 2 \| 7 \| 4 \| \| \| 2 \| \| Marat Safin \| 4 \| 4 \| 4 \| \| \| \| 2 \| \| David Nalbandian \| 6 \| 6 \| 6 \| \| \| \| 3 \| \| Marat Safin - Dmitri Toursounov \| 6 \| 6 \| 6 \| \| \| \| 3 \| \| David Nalbandian - Agustín Calleri \| 2 \| 3 \| 4 \| \| \| \| \| \| \| \| \| \| \| \| \| 4 \| \| Nikolay Davydenko \| 2 \| 2 \| 6 \| 4 \| \| \| 4 \| \| David Nalbandian \| 6 \| 6 \| 4 \| 6 \| \| \| \| \| \| \| \| \| \| \| \| 5 \| \| Marat Safin \| 6 \| 3 \| 6 \| 7 \| \| \| 5 \| \| José Acasuso \| 3 \| 6 \| 3 \| 65 \| \| \| \| \| \| \| \| \| \| \| |        |                                    |   |   |           |    |  |
| 1 |        | Nikolay Davydenko                  | 6 | 6 | 5         | 6  |  |
| 1 |        | Juan Ignacio Chela                 | 1 | 2 | 7         | 4  |  |
| 2 |        | Marat Safin                        | 4 | 4 | 4         |    |  |
| 2 |        | David Nalbandian                   | 6 | 6 | 6         |    |  |
| 3 |        | Marat Safin - Dmitri Toursounov    | 6 | 6 | 6         |    |  |
| 3 |        | David Nalbandian - Agustín Calleri | 2 | 3 | 4         |    |  |
| |        |                                    |   |   |           |    |  |
| 4 |        | Nikolay Davydenko                  | 2 | 2 | 6         | 4  |  |
| 4 |        | David Nalbandian                   | 6 | 6 | 4         | 6  |  |
| |        |                                    |   |   |           |    |  |
| 5 |        | Marat Safin                        | 6 | 3 | 6         | 7  |  |
| 5 |        | José Acasuso                       | 3 | 6 | 3         | 65 |  |
| |        |                                    |   |   |           |    |  |

### Barrages

#### Résumé
Pendant les barrages chaque nation ayant perdu au 1er tour du "Groupe Mondial" (GM) affronte un des vainqueurs des "Groupe I". Les nations victorieuses sont qualifiées pour le groupe mondial 2007. Les nations vaincues participent au "Groupe I" de leur zone géographique. Les barrages se déroulent en même temps que les demi-finales : du 22 au 24 septembre.
| Lieu           | Surface             | Hôtes          | Score | Visiteurs            |
| -------------- | ------------------- | -------------- | ----- | -------------------- |
| Pörtschach*    | terre battue (ext.) | Autriche (GM)  | 5 - 0 | Mexique              |
| Düsseldorf*    | terre battue (ext.) | Allemagne (GM) | 4 - 1 | Thaïlande            |
| Leiden         | moquette (int.)     | Pays-Bas (GM)  | 1 - 4 | Tchéquie             |
| Bucarest*      | terre battue (ext.) | Roumanie (GM)  | 4 - 1 | Corée du Sud         |
| Bratislava*    | dur (int.)          | Slovaquie (GM) | 2 - 3 | Belgique             |
| Santander      | terre battue (ext.) | Espagne (GM)   | 4 - 1 | Italie               |
| Belo Horizonte | terre battue (ext.) | Brésil         | 1 - 3 | Suède (GM)           |
| Genève         | dur (int.)          | Suisse (GM)    | 4 - 1 | Serbie-et-Monténégro |

* les équipes qui se rencontrent pour la 1re fois dans l'histoire de la compétition tirent au sort la nation qui reçoit.